# Challenge dels Fosfats
El Challenge dels Fosfats (Challenge des phosphates) són una sèrie de competicions ciclistes d'un sol dia que es disputen a l'abril, al Marroc. Es componguen de tres curses: Challenge Khouribga, Challenge Youssoufia i Challenge Ben Guérir.
La primera edició es disputà el 2011 i forma part del calendari de l'UCI Àfrica Tour.

## Palmarès

### Challenge Khouribga
| Any       | Vencedor           | Segon               | Tercer               |
| --------- | ------------------ | ------------------- | -------------------- |
| 2011      | Maroš Kováč        | Azzedine Lagab      | Manuel Bello Calixto |
| 2012      | Tarik Chaoufi      | Soufiane Haddi      | Ahmed Lhanafi        |
| 2013-2014 | No disputat        |                     |                      |
| 2015      | Mouhssine Lahsaini | Salaheddine Mraouni | Anass Ait El Abdia   |

### Challenge Youssoufia
| Any       | Vencedor           | Segon                | Tercer               |
| --------- | ------------------ | -------------------- | -------------------- |
| 2011      | Adil Jelloul       | Manuel Bello Calixto | Tarik Chaoufi        |
| 2012      | Mouhssine Lahsaini | Adil Jelloul         | Abdelbasset Hannachi |
| 2013-2014 | No disputat        |                      |                      |
| 2015      | Abdelati Saadoune  | Lahcen Saber         | Essaïd Abelouache    |

### Challenge Ben Guérir
| Any       | Vencedor            | Segon               | Tercer         |
| --------- | ------------------- | ------------------- | -------------- |
| 2011      | Hassan Zahboune     | Abdellah Ben Youcef | Adil Jelloul   |
| 2012      | Abdellah Ben Youcef | Michal Kolář        | Hayato Yoshida |
| 2013-2014 | No disputat         |                     |                |
| 2015      | Lahcen Saber        | Mohamed Er-Rafai    | Reda Aadel     |